# John Ericsson

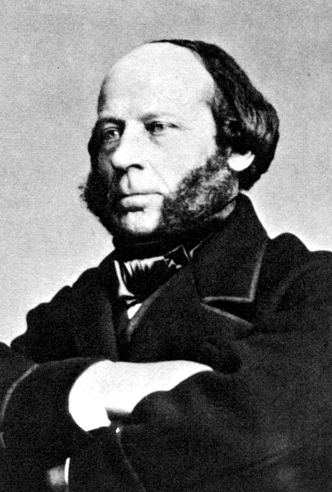
John Ericsson

John Ericsson (n. 31 iulie 1803, Färnebo församling⁠(d), Suedia – d. 8 martie 1889, New York City, New York, SUA) a fost un inventator suedez. 
El a adus un aport important împreună cu  David Bushnell, Francis Pettit Smith, Robert Fulton și Josef Ressel la perfecționarea tehnicii navigației.